# متحف حديقة النباتات والأشجار في داهلم
الحديقة النباتية في برلين (بالألمانية: Botanischer Garten und Botanisches Museum Berlin-Dahlem) تعد واحدة من أهم الحدائق في العالم. وهي تحتل مساحة 43 هكتار وتحتوي على أكثر من 22000 من أنواع النباتات.

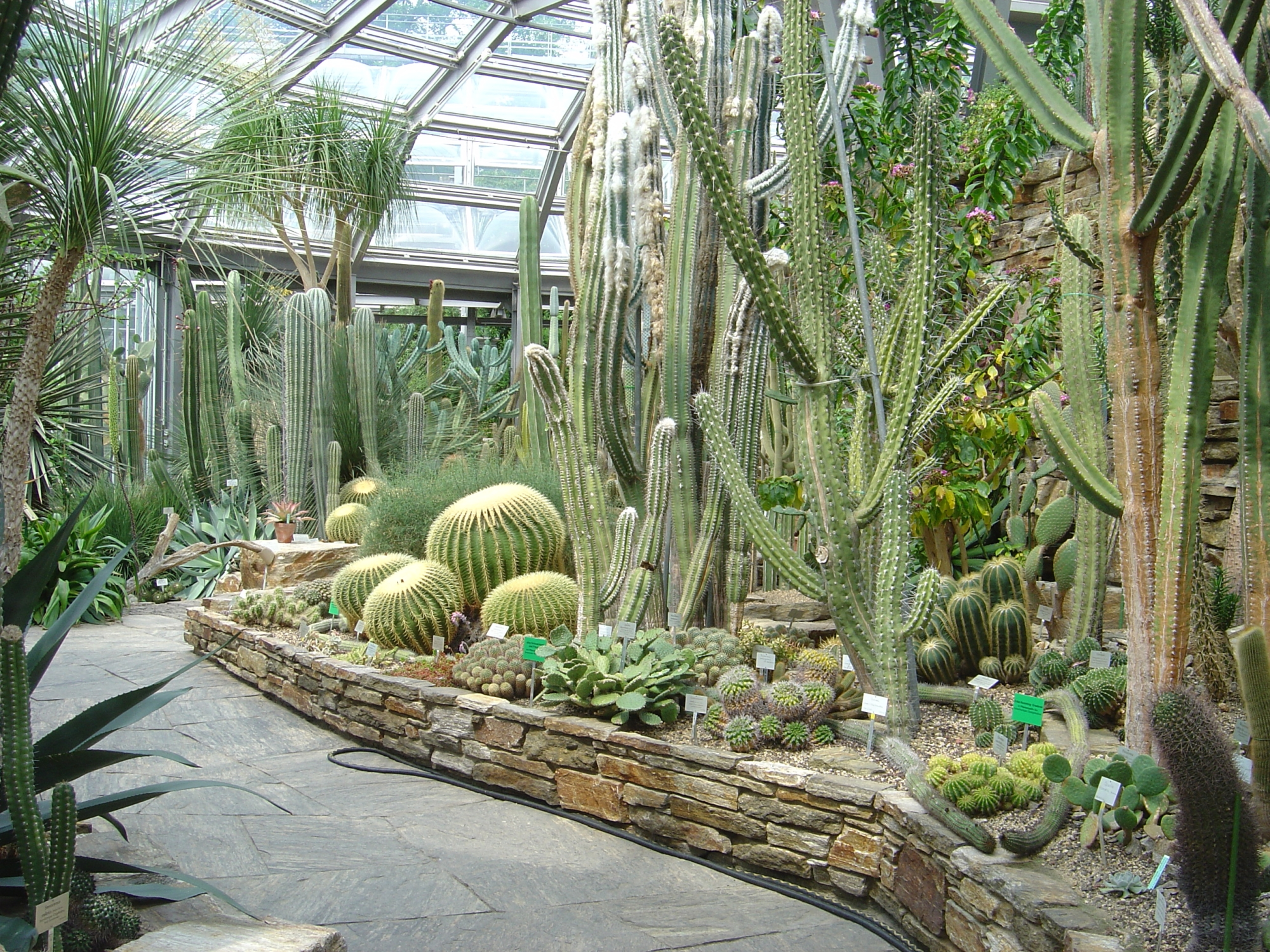
جانب من الحديقة